# 1941 en France
Chronologie de la France
- 1937
- 1938
- 1939
- 1940
- 1941
- 1942
- 1943
- 1944
- 1945

Cet article présente les faits marquants de l'année 1941 en France.

## Événements

### Janvier
- Publication du premier numéro Valmy, journal clandestin de la résistance[1].
- 3 janvier : réouverture de l’université de Paris fermée à la suite des troubles du 11 novembre 1940[2].
- 8 janvier : l’ambassadeur des États-Unis en France, l’amiral Leahy, présente à Vichy ses lettres de créance au maréchal Pétain[3].
- 10 janvier, guerre franco-thaïlandaise : les troupes thaïlandaises entrent au Cambodge. La contre-offensive terrestre française sur les villages thaïlandais de Yang Dang Khum et de Phum Préav échoue le 16 janvier mais parvient à enrayer l’avance thaïlandaise dans le secteur cambodgien[4].
- 13 janvier-18 avril : démantèlement du groupe du musée de l'Homme. Léon-Maurice Nordmann est arrêté le 13 janvier pour diffusion du journal Résistance, Yvonne Oddon et Anatole Lewitsky le 10 février[5], Boris Vildé le 26 mars, Agnès Humbert le 15 avril, Jacqueline Bordelet et Pierre Walter le 18 avril[6].

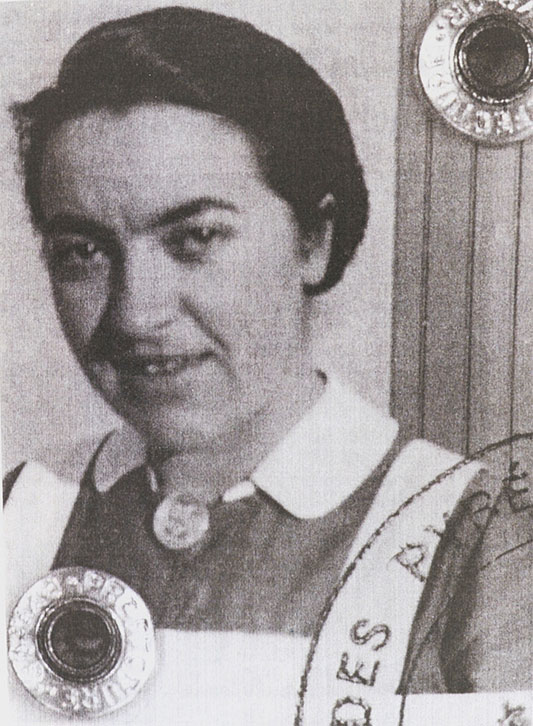
Friedel Bohny-Reiter au camp de Rivesaltes en 1941.

- 14 janvier : ouverture officielle du « Centre d'hébergement de Rivesaltes » qui accueille environ 21 283 détenus jusqu'au 24 novembre 1942[7].
- 21 janvier : arrestation d'Honoré d'Estienne d'Orves à Nantes. Il est condamné à mort le 26 mai pour espionnage à Paris par un tribunal militaire allemand[8].
- 22 janvier : loi portant création du Conseil national, assemblée consultative du régime de Vichy dont les membres sont nommés par décret[2].
- 28 janvier : Henri Frenay quitte l'armée de Vichy pour se consacrer à renforcer le Mouvement de libération nationale (MLN)[2].
- 31 janvier : armistice signé à Saigon à bord du croiseur japonais Natori. Le différend entre l’État français et la Thaïlande est résolu avec la médiation du Japon[4] par un accord signé à Tôkyô le 9 mai[9].

### Février
- 1er février : fondation du RNP (Rassemblement national populaire) par Eugène Deloncle et Marcel Déat, transfuge du parti socialiste[2].

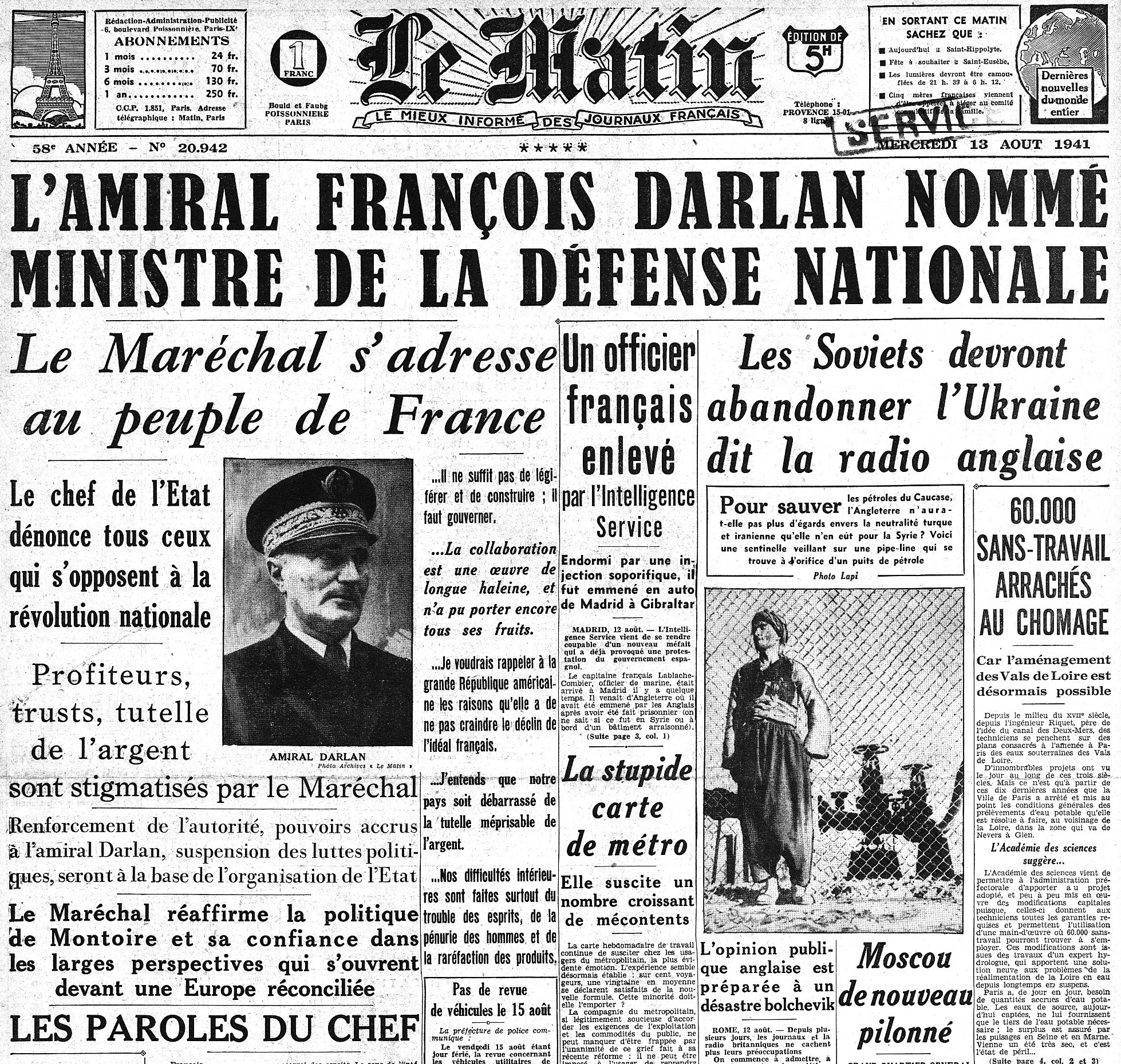
Une du journal Le Matin du 13 février 1941.

- 9 février : démission de Pierre-Étienne Flandin, remplacé comme vice-premier ministre et ministre des affaires étrangères par l’amiral François Darlan, que le maréchal Pétain désignera le lendemain comme son dauphin[2].
- 10 février : gouvernement François Darlan ; à la faveur d’un remaniement ministériel, Darlan se retrouve détenteur de la vice-présidence du Conseil, des ministères des Affaires étrangères, de l’Intérieur, de la Marine et de l’Information (fin le 18 avril 1942)[10].

### Mars
- Création en zone occupée du réseau de renseignements de la Confrérie Notre-Dame, à l’initiative du colonel Rémy[11].

- 15 mars : début de l'opération Savanna (échec le 5 avril)[12].
- 29 mars :
  - le gouvernement de Vichy crée le Commissariat général aux questions juives, confié à Xavier Vallat[13].
  - loi instituant l'allocation de salaire unique, prestation pour les familles ayant au moins un enfant à charge ne bénéficiant que d'un seul revenu professionnel issu d'un travail effectif[14].

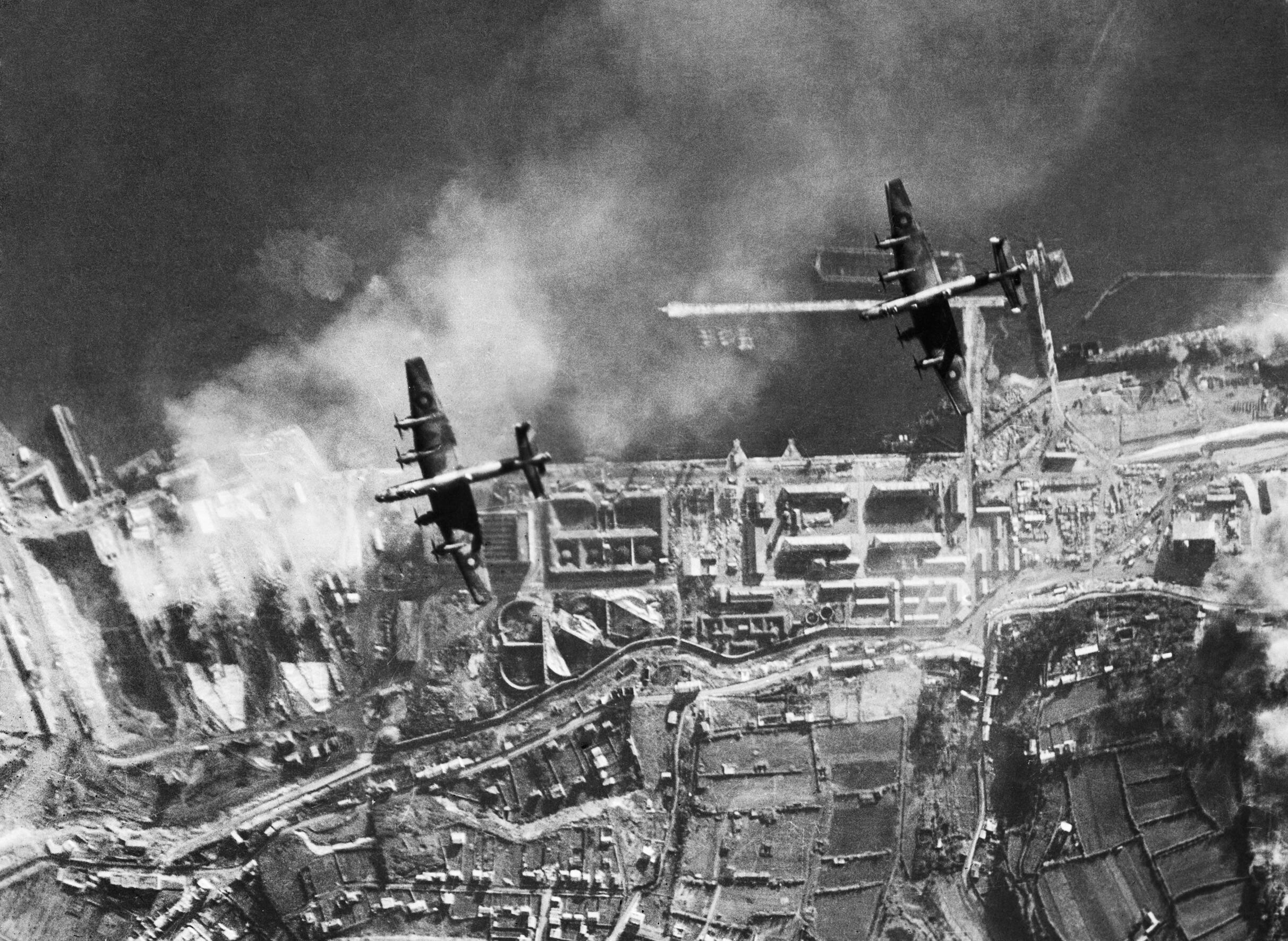
Vue aérienne du bombardement des croiseurs Scharnhorst et Gneisenau par la RAF le 18 décembre 1941.

- 30-31 mars, 3-4 avril, 10-11 avril : attaques aériennes sur Brest où sont basés depuis le 22 mars les croiseurs allemands Scharnhorst et Gneisenau[15].

### Avril
- 11 avril : déclaration radiodiffusée du maréchal Pétain ; « L'honneur nous commande de ne rien entreprendre contre nos anciens alliés »[16].
- 14 avril : le réseau de résistance français Alliance est rattaché à l'Intelligence Service britannique[17].
- 19 avril : création de six préfectures régionales en zone libre (Marseille, Lyon, Toulouse, Montpellier, Clermont-Ferrand et Limoges)[18].
- 28 avril : nouvelle ordonnance du Commandement militaire allemand sur le statut des juifs la zone occupée[19].

### Mai
- 2 mars : les forces françaises libres du colonel Leclerc s’emparent de l’oasis de Koufra. Elles prêtent serment de poursuivre la lutte jusqu’à la libération totale du territoire français, Alsace-Lorraine comprise[20].
- 9 mai : 
  - Pierre Mendès France est condamné à six ans de prison pour « désertion »[21]. Il était en juin 1940 un des passagers du Massilia.
  - traité mettant fin au conflit franco-thaïlandais ayant pour conséquence la cession de provinces du Cambodge et du Laos.
  - protocole entre le gouvernement de Vichy et l'Empire japonais limitant la suzeraineté française sur l'Indochine[22].
- 10 mai : vernissage à Paris de l’exposition « Vingt jeunes peintres de tradition française »[23].
- 11-12 mai : Darlan, accompagné de Benoist-Méchin rencontre Hitler au Bergshof à Berchtesgaden[2].
- 14 mai : à Paris, première rafle de juifs étrangers organisée par la Préfecture de Police[24].
- 15 mai : le parti communiste français crée le Front national de lutte pour l’indépendance de la France[2].
- 16 mai : au Chambon-sur-Lignon, la Croix-Rouge suisse-Secours aux enfants crée une maison d'enfants, « La Guespy » pour accueillir des adolescents sortis de camps. Deux autres maisons sont ouvertes en octobre 1941 et en novembre 1942, des refuges pouvant accueillir 150 enfants (800 entre 1941 et 1944, dont 10% de Juifs)[25].
- 27 mai - 10 juin : grève des mineurs du Nord-Pas-de-Calais[26]. De social, le mouvement prend un tour politique et se solde par l'arrestation puis la déportation de 270 personnes[27].
- 28 mai : François Darlan signe les protocoles de Paris, qui autorisent l’Allemagne à envoyer des avions et des conseillers militaires à Alep[28].

### Juin
- 2 juin :
  - promulgation d’un nouveau « statut spécial pour les Juifs »[29] qui leur interdit de nouvelles professions (banquier, courtier) et limite leur accès à l’université et aux professions libérales.
  - loi prescrivant le recensement des Juifs en zone libre[29].
- 3 juin : Weygand, rappelé d'Afrique pour participer à un Conseil des ministres tenu à Vichy pour examiner les protocoles de Paris, s'oppose violemment à Darlan et quitte la salle[30].
- 7-8 juin : opération Joséphine B ; sabotage par la France libre d'un poste de transformation électrique à Pessac, près de Bordeaux[31].
- 8 juin : opération Exporter. Les Britanniques, appuyés par les Forces françaises libres (Legentilhomme), entrent en Syrie et progressent rapidement malgré la résistance imprévue de l’Armée du Levant. Damas est prise le 21 juin[32]. Le gouvernement soutenu par Vichy est renversé. Le général Catroux, chef des Forces françaises libres en Orient, met fin au mandat français en Syrie et au Liban[2].
- 30 juin : rupture des relations diplomatiques entre le Régime de Vichy et l'Union soviétique[2].

### Juillet
- Jean Cavaillès et Emmanuel d'Astier de la Vigerie lancent à Clermont-Ferrand Libération, le journal clandestin du mouvement de résistance Libération-Sud, tiré à 15 000 exemplaires[1].

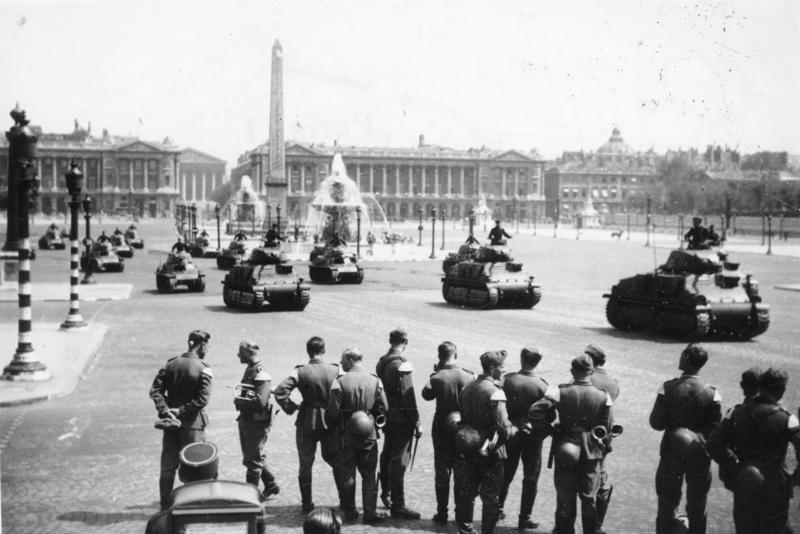
Les panzers allemands lors d'un défilé militaire place de la Concorde en juillet 1941.

- 7 juillet : création de la LVF, la Légion des volontaires français contre le bolchevisme, patronnée par Marcel Déat et Jacques Doriot, transfuges de la gauche socialiste et communiste, Eugène Deloncle, cofondateur du RNP avec M. Déat, et Pierre Costantini, chef de la Ligue française d’épuration, d’entraide sociale et de collaboration européenne[30].
- 14 juillet :
  - un armistice est signé à Saint-Jean-d’Acre entre les Britanniques et le gouvernement de Vichy. Il prévoit l’occupation de la Syrie par les Britanniques et les Forces françaises libres, le rapatriement des prisonniers français vers le Maroc et la livraison de la flotte aérienne française aux Britanniques. De Gaulle est écarté des négociations[33].
  - Robert Salmon et Philippe Viannay sortent le premier numéro du journal clandestin Défense de la France tiré à 5 000 exemplaires[1].
- 17 juillet : René Carmille, directeur du SNS, organise le recensement des activités professionnelles en « zone libre » pour évaluer le nombre de personnes mobilisables clandestinement. Il comporte une question raciale : « Êtes-vous de race juive ? » qui a du faciliter l'accord des autorités d'occupation[34].
- 18 juillet : Pierre Pucheu devient ministre de l'Intérieur ; il met en place un dispositif répressif exceptionnel[30].
- 22 juillet : loi sur l'aryanisation des biens juifs en zone non occupée[30].
- 24 juillet : déclaration d'allégeance au régime de Vichy des cardinaux et évêques de France[35].
- 24 et 25 juillet : accords De Gaulle-Lyttelton, « accord interprétatif » de l’armistice qui reconnaît la prééminence française au Levant et accorde à la France libre certains pouvoirs militaires dans cette région[36].
- 26 juillet : l'ancien ministre Marx Dormoy est assassiné à Montélimar par d'anciens cagoulards[1].
- 29 juillet : signature d'accords de défense sur l'Indochine entre le Régime de Vichy et le Japon[1].

### Août
- 11 août : loi qui décrète la publication au Journal officiel des noms des dignitaires francs-maçons et leur interdit certaines professions[30].
- 12 août : Pétain annonce à la radio qu’il délègue son autorité à l’amiral Darlan. Il dénonce un « vent mauvais » dans l'opinion. Les partis politiques sont suspendus en zone libre, un conseil de Justice politique est créé pour juger « les responsables du désastre », les fonctionnaires appartenant à des sociétés secrètes sont sanctionnés, un serment de fidélité des ministres et hauts fonctionnaires est exigé[37].

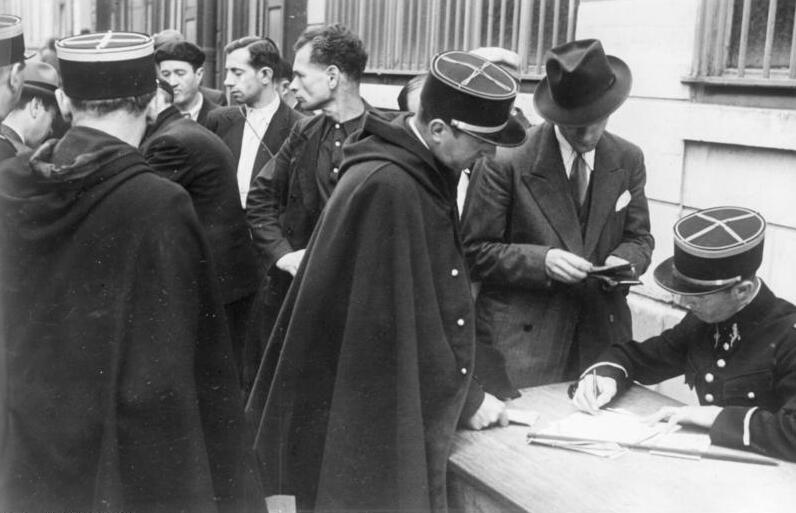
La police française enregistre l’identité de Juifs en zone occupée, en août 1941.

- 20 août : rafle du 11e arrondissement de Paris en représailles contre les attentats communistes[24].

Affiche annonçant le meurtre d'un officier allemand à Paris et la répression qui va s'ensuivre par prise d'otages et exécution éventuelle en cas de nouveau meurtre.

- 21 août : l'attentat du métro Barbès marque le début de la résistance armée ; le communiste Pierre Georges, futur colonel Fabien, aidé de Gilbert Brustlein abat un auxiliaire d'intendance allemand, l'aspirant Moser au métro Barbès, à Paris. Dès le lendemain, les Allemands font de tous leurs prisonniers des otages[30].

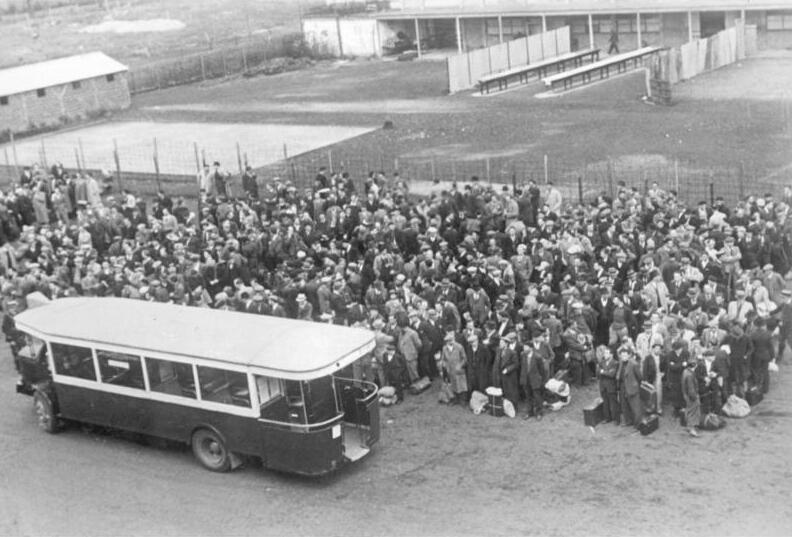
Arrivée des Juifs au camp de Drancy – août 1941.

- 21, 22 et 23 août : seconde rafle de juifs. 4 232 personnes sont arrêtées puis transférées au camp de Drancy.
- 22 août :
  - loi de Vichy sur la création des sections spéciales de justice, texte antidaté au 14 août[38]. Elle crée des tribunaux d'exception chargés de réprimer les menées communistes et anarchistes.
  - promulgation par le commandement militaire en France de l'« ordonnance des otages »[2]. Sont considérés comme otages « l’ensemble des Français détenus par les services allemands pour quelque raison que ce soit, et l’ensemble des Français qui sont détenus par les services français pour les services allemands ».
- 26 août : la résistante Martha Desrumeaux est arrêtée à Lille par la police française ; elle est déportée le 28 mars 1942 au camp de Ravensbrück[39].
- 27 août : Paul Collette tire cinq balles de revolver sur Pierre Laval et Marcel Déat à Versailles[2].

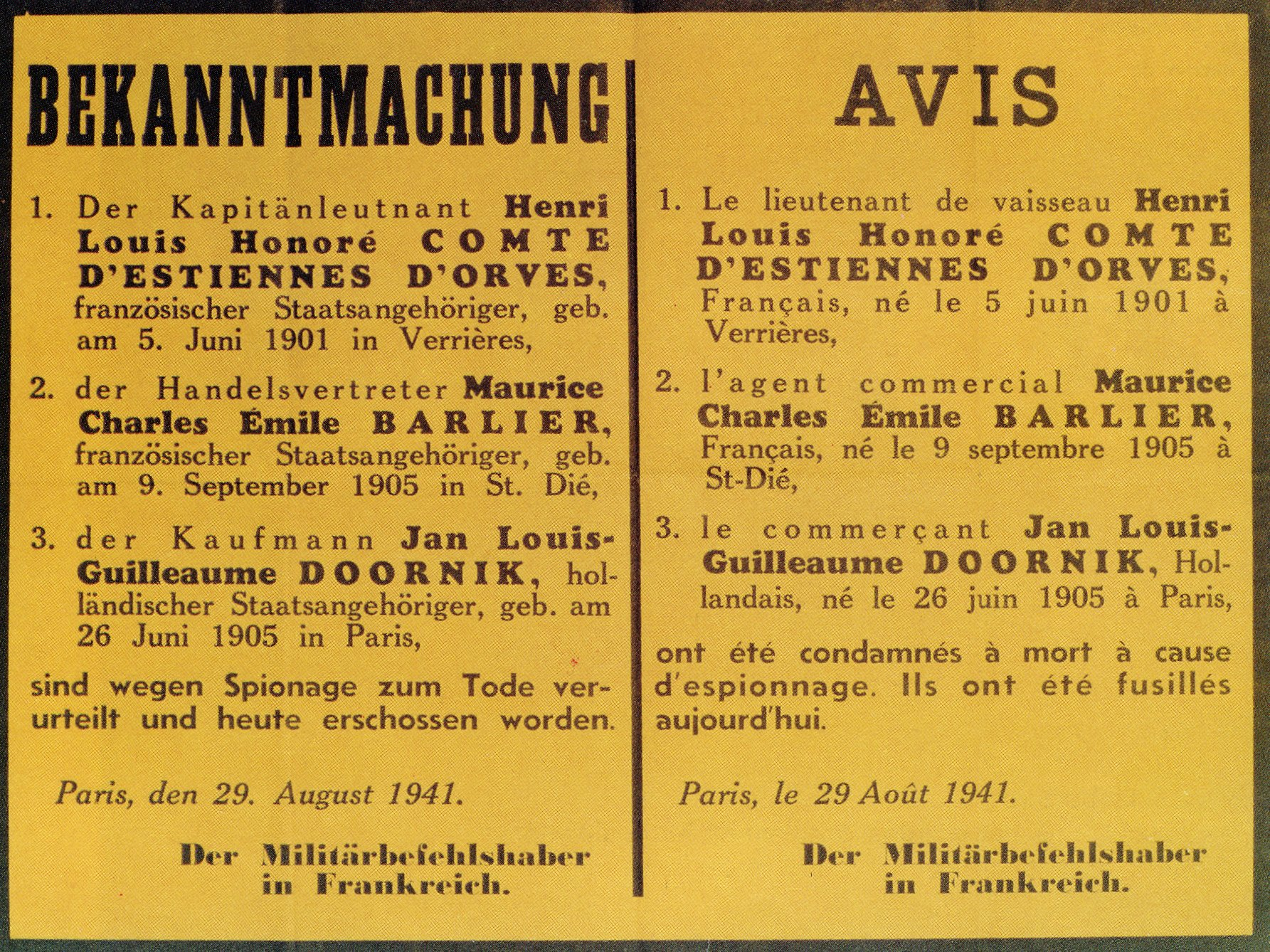
Avis d'exécution de d'Estienne d'Orves.

- 29 août : Honoré d'Estienne d'Orves, envoyé de la France libre, est exécuté au mont Valérien[8].
- 30-31 août : opération Acid Drop, raid de commandos britanniques dans le Pas-de-Calais[40].

### Septembre
- 4 septembre :
  - Jacques Doriot, chef du Parti populaire français (PPF) part sur le front russe avec un contingent de la LVF[41].
  - assassinat de Marcel Gitton au Lilas par Marcel Cretagne, membre du détachement Valmy, groupe d'action sous la direction du Parti communiste visant à exécuter les « traîtres »[42].

- 5 septembre : inauguration à Paris au Palais Berlitz de l'exposition Le Juif et la France[2].
- 6 septembre : trois otages sont exécutés à la suite d'un attentat manqué contre le sous-officier allemand Ernst Hoffmann comis par Fernand Zalkinov, Ascher Semahiya et Gilbert Brustlein[43].
- 6-11 septembre : trois nouveaux attentats anti-allemand à Paris. En représailles, les Allemands fusillent dix otages le 16 septembre[43].
- 7 septembre : loi de Vichy instituant un « tribunal d'État » pour juger les fait d'exception[38].
- 15 septembre : assassinat du capitaine Scheben boulevard de Strasbourg à Paris. En représailles, les Allemands fusillent douze otages le 20 septembre[44].
- 20 et 21 septembre : le tribunal d'État condamne à mort les résistants communistes Jacques Woog, Adolphe Guyot et Jean Catelas. Ils sont guillotinés le 24 septembre[38].
- 24 septembre : création, sous la présidence du général de Gaulle, du Comité national français, sorte de gouvernement de la France libre[45].
- 26 septembre : le gouvernement soviétique se déclare « disposé à prêter aide et assistance aux Français libres pour la lutte commune contre l'Allemagne hitlérienne et ses alliés »[46].
- 27 septembre : le général Georges Catroux proclame l’indépendance de la Syrie[47].

### Octobre

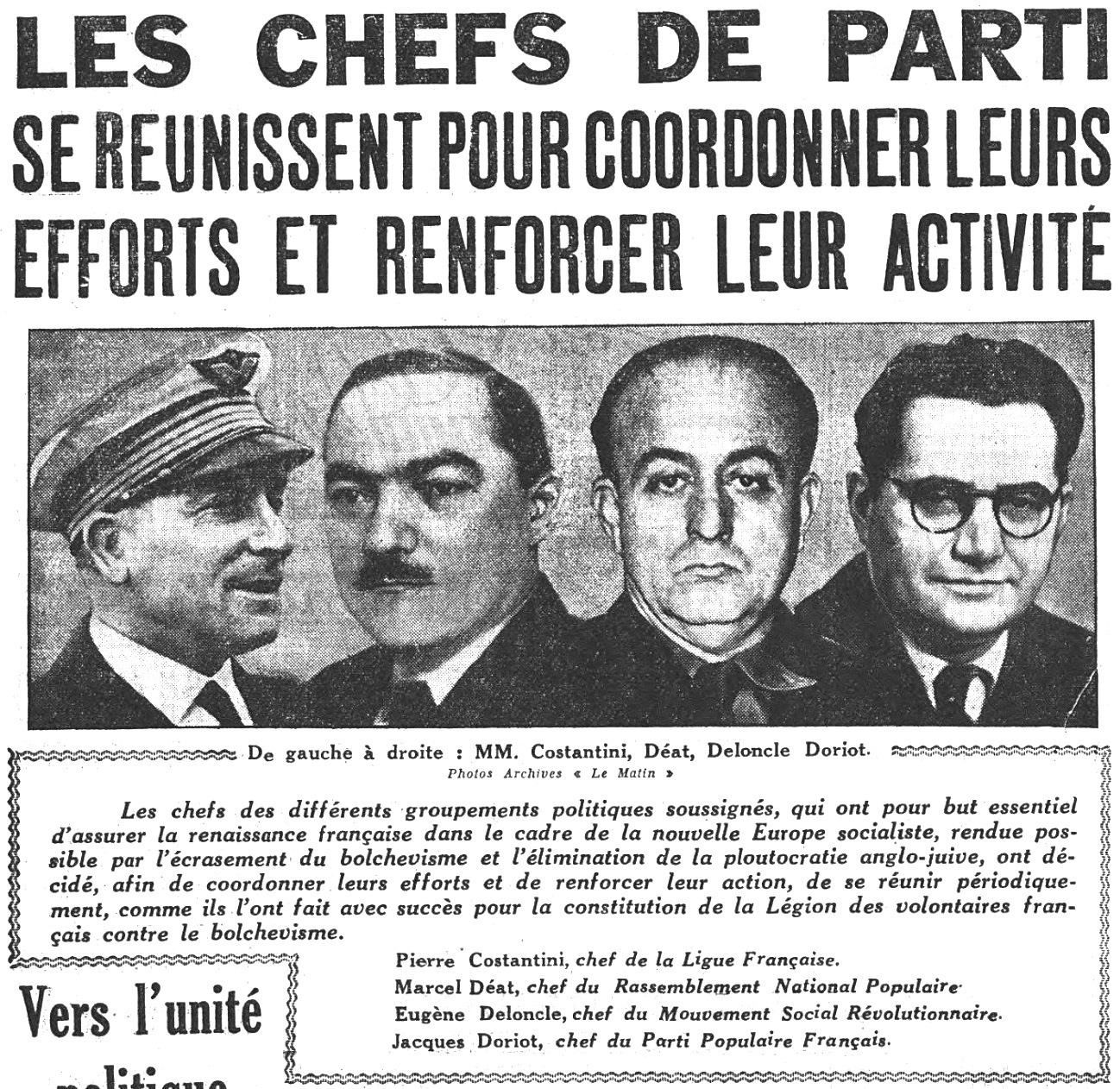
Extrait de la « une » du journal Le Matin du 10 octobre 1941.

- nuit du 2 au 3 octobre : Attentats contre des synagogues de Paris en octobre 1941
- 4 octobre : promulgation de la Charte du travail qui introduit un type d’organisation corporatiste[2]. La grève et le lock-out sont interdits. Institution des syndicats uniques et obligatoires.
- 11 octobre : création du service national des statistiques par fusion du service de la démographie et de la Statistique générale de la France[48].
- 13 octobre : loi qui autorise les colis familiaux, qui servent rapidement de couverture au marché noir[49].
- 16 octobre : les anciens ministres Édouard Daladier, Léon Blum, Paul Reynaud et Georges Mandel sont inculpés à la détention à vie dans une enceinte fortifiée par le maréchal Pétain sur l'avis d'un Conseil de justice pour avoir « trahi les devoirs de leur charge »[30].
- 19 octobre : un arrêté du ministre de l'Intérieur Pierre Pucheu institue la police des questions juives[30].
- 20 octobre : attentat à Nantes contre un officier allemand, Karl Hotz[43]. En représailles, les Allemands fusillent 48 otages deux jours plus tard à Châteaubriant.
- 21 octobre : attentat à Bordeaux contre un officier allemand, Hans Reimers[43]. En représailles, les Allemands fusillent 55 otages trois jours plus tard au camp de Souge à Martignas-sur-Jalle.
- 22 octobre : exécution des otages de Chateaubriant[2].

### Novembre
- Création à Grenoble du mouvement de résistance Combat qui réunit le Mouvement de libération nationale d'Henri Frenay et le mouvement Liberté de François de Menthon[50].
- 16 novembre : publication du premier numéro des Cahiers du Témoignage chrétien, journal de la résistance tiré à 5 000 exemplaires[51].
- 19 novembre : décret portant déchéance de douze parlementaires français de confession juive, dont Léon Blum, Georges Mandel, Jules Moch, Jean Pierre-Bloch, Robert Lazurick et Georges Lévy-Alphandéry[52] (publié au Journal officiel le 27 novembre).
- 20 novembre :
  - création de la Fondation française pour l'étude des problèmes humains dite « Fondation Carrel » une institution scientifique chargée d'étudier les mesures propres à améliorer la population française et de développer la science de l'homme[53].
  - Weygand est rappelé d'Afrique sur injonction de l'Allemagne[2].
- 21 novembre : attentat au Quartier latinà Paris contre la Librairie Rive Gauche signé par des résistants communistes[54].
- 29 novembre : loi instituant une Union générale des israélites de France[2].

### Décembre
- 1er décembre : 

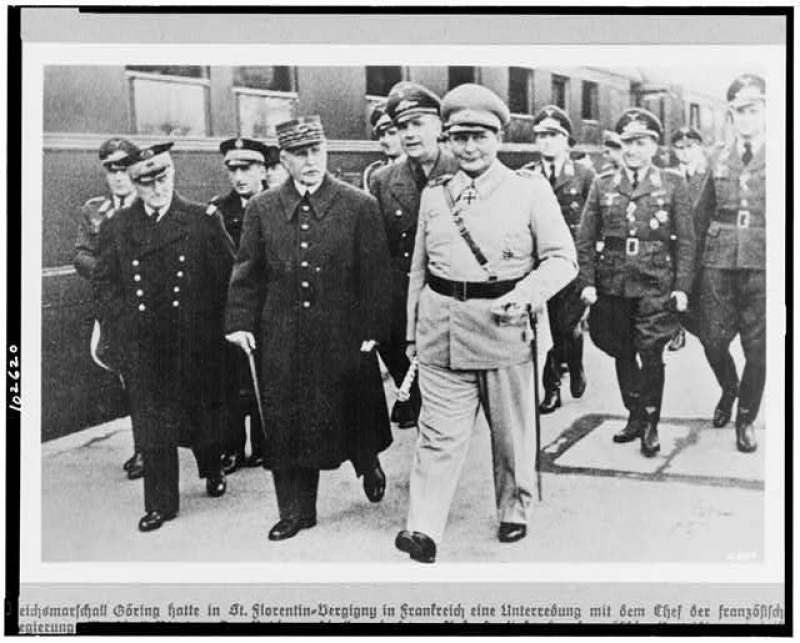
Entrevue de Saint-Florentin.

  - rencontre Pétain - Goering à Saint-Florentin[2].
  - publication à Lyon du premier numéro du journal de la résistance Franc-Tireur tiré à 6 500 exemplaires[55].
- 12 décembre :
  - le Service d'ordre légionnaire (S.O.L.), crée à l'été 1941, est étendu à toute la zone sud et à l'Afrique du Nord[56].
  - en represaille aux attentats, la police militaire allemande arrête 743 « notables » juifs français à Paris et interné à Compiègne. Le même jours 300 juifs détenus à Drancy sont transférés à Compiègne ; 53 d'entre eux sont fusillés le 15 décembre au Mont Valérien, les autres attendant d'être déportés le 27 mars 1942[24]
- 15 décembre : cent otages sont fusillés par les Allemands au Mont Valérien[30]. Parmi eux, Daniel Perdrigé et l’ancien journaliste et député communiste Gabriel Péri. Le même jour, Lucien Sampaix, ancien rédacteur à l'Humanité, est exécuté par les Allemands à Caen avec onze autres communistes[57].
- 20 décembre : décret qui prévoit la frappe de monnaies de 1 franc en aluminium (1,30 gr)[58].
- 24 décembre : ralliement de Saint-Pierre-et-Miquelon aux Forces françaises libres du Général de Gaulle[59].
- 31 décembre : Jean Moulin quitte Londres pour être parachuté dans les Alpilles[60].

## Naissances en 1941
- 7 avril : Daniel Toscan du Plantier, producteur de cinéma. († 11 février 2003).
- 24 novembre : Bernard Murat, acteur et metteur en scène français.

## Décès en 1941
- x